# Super League 2012-2013
La Super League 2012-2013 è stata la 116ª edizione della massima divisione del campionato svizzero di calcio, nonché 10ª edizione della Super League. È iniziata il 14 luglio 2012 ed è terminata il 1º giugno 2013.
La squadra vincitrice del titolo è il Basilea, che ha raggiunto quota 16 campionati vinti, di cui quattro consecutivi e cinque negli ultimi sei anni.
Sono 8 i cantoni rappresentati in questo torneo. I cantoni maggiormente rappresentati sono i cantoni Berna e Zurigo (2 squadre). I cantoni Basilea Città, Ginevra, Lucerna, San Gallo, Vallese e Vaud sono rappresentati da una sola squadra ciascuno.
Rispetto al campionato precedente cambiano i criteri di accesso alle competizioni europee: la Svizzera infatti ha guadagnato due posizioni nel ranking UEFA, passando dal 16º al 14º posto. A qualificarsi per la UEFA Champions League saranno quindi le prime due squadre, entrambi al terzo turno di qualificazione. La qualificazione alla UEFA Europa League sarà invece appannaggio della terza e della quarta classificata, rispettivamente al terzo e al secondo turno di qualificazione, unitamente alla vincitrice della Coppa Svizzera, al turno di play-off. Qualora quest'ultima fosse già qualificata alla Champions League subentrerebbe la finalista perdente, ma se invece la vincitrice di coppa si qualificasse per l'Europa League tramite piazzamento in campionato oppure entrambe le finaliste si qualificassero per la Champions League, allora accederebbe la quinta classificata del campionato.

## Novità
Il San Gallo, vincitore della Challenge League 2011-2012, è stato promosso al posto del Neuchâtel Xamax, espulso dalla stagione precedente a causa di irregolarità finanziarie e poi fallito; il Neuchâtel Xamax 1912, nato al suo posto, è stato collocato in Seconda Lega interregionale.
In questa stagione la Svizzera ottiene nuovamente il secondo posto di accesso al terzo turno preliminare della UEFA Champions League, dopo che lo aveva perso la passata stagione. Le prime due squadre potranno quindi partecipare al massimo torneo continentale, passando per il turno preliminare, mentre la vincitrice della Coppa Svizzera, la terza e la quarta classificata dovranno accontentarsi della UEFA Europa League (come di consueto, in caso la vincitrice della Coppa Svizzera e la finalista perdente avessero già conseguito la qualificazione alle coppe europee per classifica, la quinta avrà l'opportunità di partecipare all'Europa League).
Un altro dato riguarda l'abolizione dello spareggio promozione-retrocessione dopo una riforma strutturale dell'intera Swiss Football League: solo l'ultima classificata sarà retrocessa direttamente in Challenge League.

## Squadre partecipanti
| Club         | Stagione | Città     | Stadio                         | Stagione precedente            |
| ------------ | -------- | --------- | ------------------------------ | ------------------------------ |
| Basilea      | dettagli | Basilea   | St. Jakob-Park                 | Campione di Svizzera in carica |
| Grasshoppers | dettagli | Zurigo    | Stadio Letzigrund              | 8º posto in Super League       |
| Losanna      | dettagli | Losanna   | Stade Olympique de la Pontaise | 7º posto in Super League       |
| Lucerna      | dettagli | Lucerna   | swissporarena                  | 2º posto in Super League       |
| San Gallo    | dettagli | San Gallo | AFG Arena                      | 1º posto in Challenge League   |
| Servette     | dettagli | Ginevra   | Stade de Genève                | 4º posto in Super League       |
| Sion         | dettagli | Sion      | Stade Tourbillon               | 9º posto in Super League       |
| Thun         | dettagli | Thun      | Arena Thun                     | 5º posto in Super League       |
| Young Boys   | dettagli | Berna     | Stade de Suisse                | 3º posto in Super League       |
| Zurigo       | dettagli | Zurigo    | Stadio Letzigrund              | 6º posto in Super League       |

## Allenatori e primatisti
| Squadra      | Allenatore | Giocatore più presente (tra parentesi il numero delle presenze) | Capocannoniere (tra parentesi il numero dei gol segnati) |
| ------------ | --- | --------------------------------------------------------------- | -------------------------------------------------------- |
| Basilea      | Heiko Vogel (1ª-12ª) Murat Yakın (13ª-36ª) | Yann Sommer (36)                                                | Marco Streller (14)                                      |
| Grasshoppers | Ulrich Forte | Frank Feltscher (34) Roman Bürki (34)                           | Izet Hajrović (8)                                        |
| Losanna      | Laurent Roussey | Guillaume Katz (34)                                             | Chris Malonga (8)                                        |
| Lucerna      | Murat Yakın (1ª-6ª) Ryszard Komornicki (7ª-25ª) Gerardo Seoane (26ª) Carlos Bernegger (27ª-36ª)                                                                                     | David Zibung (34) Tomislav Puljić (34)                          | Daniel Gygax (7)                                         |
| San Gallo    | Jeff Saibene | Ezequiel Óscar Scarione (36)                                    | Ezequiel Óscar Scarione (21)                             |
| Servette     | João Alves (1ª-8ª) Sébastien Fournier (9ª-36ª) | Alexandre Pasche (34)                                           | Goran Karanović (7)                                      |
| Sion         | Sébastien Fournier (1ª-8ª) Michel Decastel (9ª-14ª, 29ª, 33ª-36ª) Pierre-André Schürmann (15ª-18ª) Víctor Muñoz (19ª-21ª) Gennaro Gattuso (22ª-24ª) Arno Rossini (25ª-28ª, 30ª-32ª) | Andris Vaņins (36)                                              | Léo Itaperuna (8)                                        |
| Thun         | Bernard Challandes (1ª-16ª) Mauro Lustrinelli (17ª-18ª) Urs Fischer (19ª-36ª) | Guillaume Faivre (35)                                           | Marco Schneuwly (13)                                     |
| Young Boys   | Martín Rueda (1ª-26ª) Bernard Challandes (27ª-36ª) | Marco Wölfli (36)                                               | Raphaël Nuzzolo (9)                                      |
| Zurigo       | Rolf Fringer (1ª-17ª) Urs Meier (18ª-36ª) | David Da Costa (35)                                             | Josip Drmić (13)                                         |

## Classifica
|  | Pos. | Squadra      | Pt | G  | V  | N  | P  | GF | GS | DR  |
|  | ---- | ------------ | -- | -- | -- | -- | -- | -- | -- | --- |
|  | 1.   | Basilea      | 72 | 36 | 21 | 9  | 6  | 61 | 31 | +30 |
|  | 2.   | Grasshoppers | 69 | 36 | 20 | 9  | 7  | 48 | 32 | +16 |
|  | 3.   | San Gallo    | 59 | 36 | 17 | 8  | 11 | 54 | 36 | +18 |
|  | 4.   | Zurigo       | 55 | 36 | 16 | 7  | 13 | 62 | 48 | +14 |
|  | 5.   | Thun         | 48 | 36 | 13 | 9  | 14 | 44 | 46 | -2  |
|  | 6.   | Sion         | 48 | 36 | 13 | 9  | 14 | 40 | 54 | -14 |
|  | 7.   | Young Boys   | 43 | 36 | 11 | 10 | 15 | 48 | 50 | -2  |
|  | 8.   | Lucerna      | 42 | 36 | 10 | 12 | 14 | 41 | 52 | -11 |
|  | 9.   | Losanna      | 33 | 36 | 8  | 9  | 19 | 32 | 51 | -19 |
|  | 10.  | Servette     | 26 | 36 | 6  | 8  | 22 | 32 | 62 | -30 |

Legenda:
      Campione di Svizzera e ammessa alla UEFA Champions League 2013-2014
      Ammessa alla UEFA Champions League 2013-2014
      Ammesse alla UEFA Europa League 2013-2014
      Retrocessa in Challenge League 2013-2014
Regolamento:
Tre punti a vittoria, uno a pareggio, zero a sconfitta.
In caso di arrivo di due o più squadre a pari punti, la graduatoria finale verrà stilata secondo la classifica avulsa tra le squadre interessate che prevede, in ordine, i seguenti criteri:
- Punti negli scontri diretti
- Differenza reti negli scontri diretti
- Differenza reti generale
- Reti realizzate in generale
- Sorteggio

## Risultati

### Prima fase
|              | BAS  | GRA  | LOS  | LUC  | SAN  | SER  | SIO  | THU  | YOU  | ZUR  |
| ------------ | ---- | ---- | ---- | ---- | ---- | ---- | ---- | ---- | ---- | ---- |
| Basilea      | –––– | 4-0  | 2-0  | 2-2  | 1-0  | 3-2  | 4-1  | 3-1  | 2-0  | 0-0  |
| Grasshoppers | 2-2  | –––– | 1-1  | 2-0  | 1-0  | 1-0  | 0-2  | 1-0  | 3-2  | 1-0  |
| Losanna      | 1-1  | 0-2  | –––– | 1-0  | 0-1  | 5-1  | 0-2  | 3-0  | 2-1  | 0-2  |
| Lucerna      | 1-0  | 0-2  | 0-0  | –––– | 1-1  | 1-1  | 0-3  | 2-1  | 1-2  | 1-1  |
| San Gallo    | 2-1  | 1-1  | 2-1  | 1-1  | –––– | 2-0  | 0-3  | 1-0  | 1-1  | 3-1  |
| Servette     | 0-1  | 2-0  | 0-1  | 0-2  | 1-1  | –––– | 0-2  | 0-0  | 1-1  | 1-1  |
| Sion         | 1-1  | 1-1  | 1-1  | 3-2  | 0-3  | 1-0  | –––– | 2-1  | 1-0  | 2-2  |
| Thun         | 3-2  | 2-3  | 0-0  | 2-1  | 0-1  | 3-0  | 1-1  | –––– | 2-1  | 1-4  |
| Young Boys   | 1-1  | 0-1  | 0-0  | 2-1  | 0-0  | 6-2  | 3-1  | 3-0  | –––– | 4-1  |
| Zurigo       | 1-2  | 0-1  | 4-0  | 0-2  | 0-2  | 0-2  | 1-0  | 0-2  | 1-1  | –––– |

### Seconda fase
|              | BAS  | GRA  | LOS  | LUC  | SAN  | SER  | SIO  | THU  | YOU  | ZUR  |
| ------------ | ---- | ---- | ---- | ---- | ---- | ---- | ---- | ---- | ---- | ---- |
| Basilea      | –––– | 0-0  | 2-0  | 0-3  | 1-0  | 2-0  | 3-0  | 1-0  | 3-0  | 3-1  |
| Grasshoppers | 1-0  | –––– | 4-1  | 0-0  | 3-1  | 2-0  | 1-1  | 0-2  | 2-0  | 0-1  |
| Losanna      | 1-2  | 0-0  | –––– | 3-0  | 1-3  | 3-0  | 1-3  | 2-4  | 0-0  | 1-1  |
| Lucerna      | 0-4  | 1-1  | 1-0  | –––– | 2-0  | 1-1  | 2-0  | 0-0  | 3-1  | 1-1  |
| San Gallo    | 1-1  | 1-2  | 3-1  | 4-0  | –––– | 4-1  | 5-0  | 0-0  | 3-1  | 1-2  |
| Servette     | 1-2  | 0-1  | 1-0  | 3-4  | 1-3  | –––– | 4-0  | 2-0  | 0-1  | 1-2  |
| Sion         | 0-1  | 0-4  | 0-1  | 2-1  | 1-0  | 1-1  | –––– | 0-1  | 0-0  | 4-2  |
| Thun         | 2-2  | 1-0  | 2-0  | 1-1  | 3-0  | 1-1  | 4-0  | –––– | 2-2  | 0-4  |
| Young Boys   | 0-1  | 4-0  | 3-1  | 3-2  | 2-0  | 0-2  | 0-0  | 1-2  | –––– | 2-4  |
| Zurigo       | 3-1  | 2-4  | 2-0  | 4-1  | 1-3  | 4-0  | 3-1  | 2-0  | 4-0  | –––– |

## Statistiche

### Squadre

#### Capoliste solitarie
|    | ——   | ——   | ——   | ——   | ——   | ——   | ——        | ——        | ——        | ——           | ——           | ——           | ——           | ——           | ——           | ——           | ——           | ——           | ——           | ——           | ——           | ——           | ——  | ——      | ——      | ——      | ——      | ——      | ——      | ——      | ——      | ——      | ——      | ——      | ——      | —— |  |
|    | Sion | Sion | Sion | Sion | Sion | Sion | San Gallo | San Gallo | San Gallo | Grasshoppers | Grasshoppers | Grasshoppers | Grasshoppers | Grasshoppers | Grasshoppers | Grasshoppers | Grasshoppers | Grasshoppers | Grasshoppers | Grasshoppers | Grasshoppers | Grasshoppers |     | Basilea | Basilea | Basilea | Basilea | Basilea | Basilea | Basilea | Basilea | Basilea | Basilea | Basilea | Basilea |    |  |
|    |      |      |      |      |      |      |           |           |           |              |              |              |              |              |              |              |              |              |              |              |              |              |     |         |         |         |         |         |         |         |         |         |         |         |         |    |  |
|    |      |      |      |      |      |      |           |           |           |              |              |              |              |              |              |              |              |              |              |              |              |              |     |         |         |         |         |         |         |         |         |         |         |         |         |    |  |
| 1ª | 2ª   | 3ª   | 4ª   | 5ª   | 6ª   | 7ª   | 8ª        | 9ª        | 10ª       | 11ª          | 12ª          | 13ª          | 14ª          | 15ª          | 16ª          | 17ª          | 18ª          | 19ª          | 20ª          | 21ª          | 22ª          | 23ª          | 24ª | 25ª     | 26ª     | 27ª     | 28ª     | 29ª     | 30ª     | 31ª     | 32ª     | 33ª     | 34ª     | 35ª     | 36ª     |    |  |

#### Classifica in divenire
|              | 1ª | 2ª | 3ª | 4ª | 5ª | 6ª | 7ª | 8ª | 9ª | 10ª | 11ª | 12ª | 13ª | 14ª | 15ª | 16ª | 17ª | 18ª | 19ª | 20ª | 21ª | 22ª | 23ª | 24ª | 25ª | 26ª | 27ª | 28ª | 29ª | 30ª | 31ª | 32ª | 33ª | 34ª | 35ª | 36ª |
| ------------ | -- | -- | -- | -- | -- | -- | -- | -- | -- | --- | --- | --- | --- | --- | --- | --- | --- | --- | --- | --- | --- | --- | --- | --- | --- | --- | --- | --- | --- | --- | --- | --- | --- | --- | --- | --- |
| Young Boys   | 1  | 1  | 4  | 5  | 8  | 8  | 9  | 12 | 13 | 13  | 16  | 17  | 17  | 20  | 20  | 21  | 21  | 24  | 27  | 27  | 27  | 30  | 30  | 31  | 32  | 32  | 32  | 33  | 36  | 36  | 39  | 39  | 42  | 42  | 42  | 43  |
| Basilea      | 3  | 4  | 5  | 6  | 9  | 12 | 12 | 13 | 14 | 17  | 18  | 21  | 21  | 24  | 27  | 30  | 30  | 33  | 36  | 39  | 40  | 43  | 46  | 49  | 52  | 53  | 56  | 57  | 57  | 60  | 60  | 63  | 66  | 66  | 69  | 72  |
| Losanna      | 1  | 1  | 4  | 4  | 4  | 4  | 5  | 5  | 8  | 11  | 12  | 12  | 12  | 13  | 14  | 17  | 20  | 21  | 21  | 21  | 21  | 22  | 25  | 25  | 26  | 26  | 26  | 26  | 26  | 27  | 27  | 27  | 27  | 30  | 33  | 33  |
| Lucerna      | 1  | 2  | 2  | 2  | 3  | 3  | 6  | 6  | 6  | 6   | 9   | 9   | 12  | 12  | 13  | 16  | 17  | 18  | 18  | 19  | 19  | 20  | 21  | 22  | 22  | 22  | 25  | 26  | 29  | 30  | 33  | 36  | 36  | 36  | 39  | 42  |
| Sion         | 3  | 6  | 9  | 10 | 13 | 16 | 16 | 16 | 19 | 19  | 20  | 23  | 24  | 25  | 28  | 31  | 32  | 32  | 32  | 35  | 35  | 35  | 35  | 36  | 37  | 40  | 41  | 42  | 42  | 42  | 45  | 45  | 45  | 45  | 45  | 48  |
| San Gallo    | 1  | 4  | 7  | 8  | 9  | 12 | 15 | 18 | 21 | 24  | 24  | 27  | 28  | 31  | 31  | 32  | 33  | 33  | 34  | 34  | 37  | 37  | 37  | 40  | 43  | 44  | 47  | 50  | 50  | 53  | 53  | 56  | 56  | 59  | 59  | 59  |
| Thun         | 1  | 4  | 4  | 7  | 7  | 7  | 7  | 10 | 10 | 13  | 13  | 13  | 14  | 14  | 14  | 14  | 17  | 18  | 19  | 20  | 23  | 24  | 24  | 24  | 27  | 30  | 33  | 34  | 37  | 38  | 38  | 41  | 44  | 47  | 47  | 48  |
| Zurigo       | 1  | 1  | 1  | 4  | 4  | 5  | 8  | 9  | 9  | 9   | 10  | 11  | 14  | 14  | 17  | 17  | 17  | 17  | 20  | 21  | 24  | 27  | 30  | 33  | 33  | 33  | 33  | 36  | 39  | 40  | 43  | 46  | 49  | 52  | 55  | 55  |
| Grasshoppers | 0  | 3  | 4  | 5  | 8  | 11 | 14 | 17 | 20 | 23  | 26  | 29  | 32  | 32  | 33  | 33  | 34  | 37  | 40  | 43  | 44  | 45  | 48  | 49  | 49  | 52  | 53  | 54  | 54  | 57  | 57  | 57  | 60  | 63  | 66  | 69  |
| Servette     | 0  | 0  | 0  | 1  | 1  | 2  | 2  | 2  | 2  | 2   | 2   | 2   | 3   | 6   | 7   | 7   | 10  | 11  | 11  | 12  | 15  | 15  | 16  | 16  | 17  | 20  | 20  | 20  | 23  | 23  | 26  | 26  | 26  | 26  | 26  | 26  |

#### Classifiche di rendimento

##### Rendimento andata-ritorno
| Andata       | Andata | Ritorno      | Ritorno |
|              |        |              |         |
| Grasshoppers | 37     | Basilea      | 39      |
| Basilea      | 33     | Zurigo       | 38      |
| San Gallo    | 33     | Grasshoppers | 32      |
| Sion         | 32     | Thun         | 30      |
| Young Boys   | 24     | San Gallo    | 26      |
| Losanna      | 21     | Lucerna      | 24      |
| Lucerna      | 18     | Young Boys   | 19      |
| Thun         | 18     | Sion         | 16      |
| Zurigo       | 17     | Servette     | 15      |
| Servette     | 11     | Losanna      | 12      |

##### Rendimento casa-trasferta
| Casa         | Casa | Trasferta    | Trasferta |
|              |      |              |           |
| Basilea      | 45   | Grasshoppers | 32        |
| Grasshoppers | 37   | Zurigo       | 27        |
| San Gallo    | 35   | Basilea      | 27        |
| Young Boys   | 31   | San Gallo    | 24        |
| Thun         | 30   | Sion         | 21        |
| Zurigo       | 28   | Thun         | 18        |
| Sion         | 27   | Lucerna      | 16        |
| Lucerna      | 26   | Young Boys   | 12        |
| Losanna      | 22   | Losanna      | 11        |
| Servette     | 16   | Servette     | 10        |

#### Primati stagionali
Squadre
- Maggior numero di vittorie: Basilea (21)
- Maggior numero di pareggi: Lucerna (12)
- Maggior numero di sconfitte: Servette (22)
- Minor numero di vittorie: Servette (6)
- Minor numero di pareggi: Zurigo (7)
- Minor numero di sconfitte: Basilea (6)
- Miglior attacco: Zurigo (62 gol fatti)
- Peggior attacco: Losanna, Servette (32 gol fatti)
- Miglior difesa: Basilea (31 gol subiti)
- Peggior difesa: Servette (62 gol subiti)
- Miglior differenza reti: Basilea (+30)
- Peggior differenza reti: Servette (-30)
- Miglior serie positiva: Grasshoppers (12, 2ª-13ª)
- Peggior serie negativa: Servette (6, 7ª-12ª)
- Maggior numero di vittorie consecutive: Grasshoppers (9, 5ª-13ª)

Partite
- Più gol (8):

Young Boys-Servette 6-2, 30 settembre 2012
- Maggior scarto di gol (5): San Gallo-Sion 5-0
- Maggior numero di reti in una giornata: 23 gol nella 36ª giornata
- Minor numero di reti in una giornata: 6 gol nella 18ª giornata
- Maggior numero di espulsioni in una giornata: 4 in 23ª giornata

### Individuali

#### Classifica marcatori
| Gol | Rigori |  | Giocatore               | Squadra             |
| --- | ------ |  | ----------------------- | ------------------- |
| 21  | 6      |  | Ezequiel Óscar Scarione | San Gallo           |
| 14  | 3      |  | Marco Streller          | Basilea             |
| 13  | 1      |  | Josip Drmić             | Zurigo              |
| 13  | 0      |  | Marco Schneuwly         | Thun                |
| 12  | 0      |  | Anatole Ngamukol        | Thun, Grasshoppers  |
| 10  | 2      |  | Amine Chermiti          | Zurigo              |
| 9   | 2      |  | Mario Gavranović        | Zurigo              |
| 9   | 1      |  | Raphaël Nuzzolo         | Young Boys          |
| 8   | 3      |  | Izet Hajrović           | Grasshoppers        |
| 8   | 0      |  | Léo Itaperuna           | Sion                |
| 8   | 0      |  | Chris Malonga           | Losanna             |
| 7   | 0      |  | Alexander Frei          | Basilea             |
| 7   | 0      |  | Daniel Gygax            | Lucerna             |
| 7   | 2      |  | Goran Karanović         | Servette            |
| 6   | 1      |  | Stephan Andrist         | Basilea, Lucerna    |
| 6   | 0      |  | Nassim Ben Khalifa      | Grasshoppers        |
| 6   | 0      |  | Raúl Bobadilla          | Young Boys, Basilea |
| 6   | 3      |  | Moreno Costanzo         | Young Boys          |
| 6   | 0      |  | Alexander Farnerud      | Young Boys          |
| 6   | 1      |  | Matt Moussilou          | Losanna             |

#### Media spettatori
| Club         | Pos. | Media  | Totale  | Abbonamenti |
| ------------ | ---- | ------ | ------- | ----------- |
| Basilea      | 1    | 29 036 | 522 653 |             |
| Young Boys   | 2    | 17 238 | 310 275 |             |
| San Gallo    | 3    | 14 310 | 257 574 |             |
| Lucerna      | 4    | 12 384 | 222 916 |             |
| Zurigo       | 5    | 10 741 | 193 341 |             |
| Sion         | 6    | 10 150 | 182 700 |             |
| Grasshoppers | 7    | 8 600  | 154 800 |             |
| Servette     | 8    | 6 666  | 119 992 |             |
| Losanna      | 9    | 5 733  | 103 200 |             |
| Thun         | 10   | 5 328  | 95 903  |             |

#### Arbitri
- Alain Bieri (18)
- Stephan Klossner (18)
- Nikolaj Hänni (17)
- Adrien Jaccottet (17)
- Sascha Kever (16)
- Stéphan Studer (16)
- Sascha Amhof (14)
- Patrick Graf (14)
- Sébastien Pache (9)
- Pascal Erlachner (8)

- Damien Carrell (7)
- Cyril Zimmermann (7)
- Ludovic Gremaud (6)
- Daniel Wermelinger (6)
- Fedayi San (3)
- Oliver Drachta (1)
- Gerhard Grobelnik (1)
- Harald Lechner (1)
- Manuel Schüttengruber (1)